# Russula heterophylla
Russula heterophylla (Elias Magnus Fries, 1838), denumită în popor vinețică unsuroasă, este o  specie de ciuperci comestibile din încrengătura Basidiomycota în familia Russulaceae și de genul Russula care coabitează, fiind un simbiont micoriza (formează micorize pe rădăcinile arborilor). Ea se poate găsi în România, Basarabia și Bucovina de Nord împrăștiată în locuri luminoase și călduroase în păduri foioase, ocazional și în acele mixte, între altele sub stejari, fagi și frasini, dezvoltându-se de la deal la munte din începutul lui iunie până la sfârșitul lui octombrie.

## Descriere

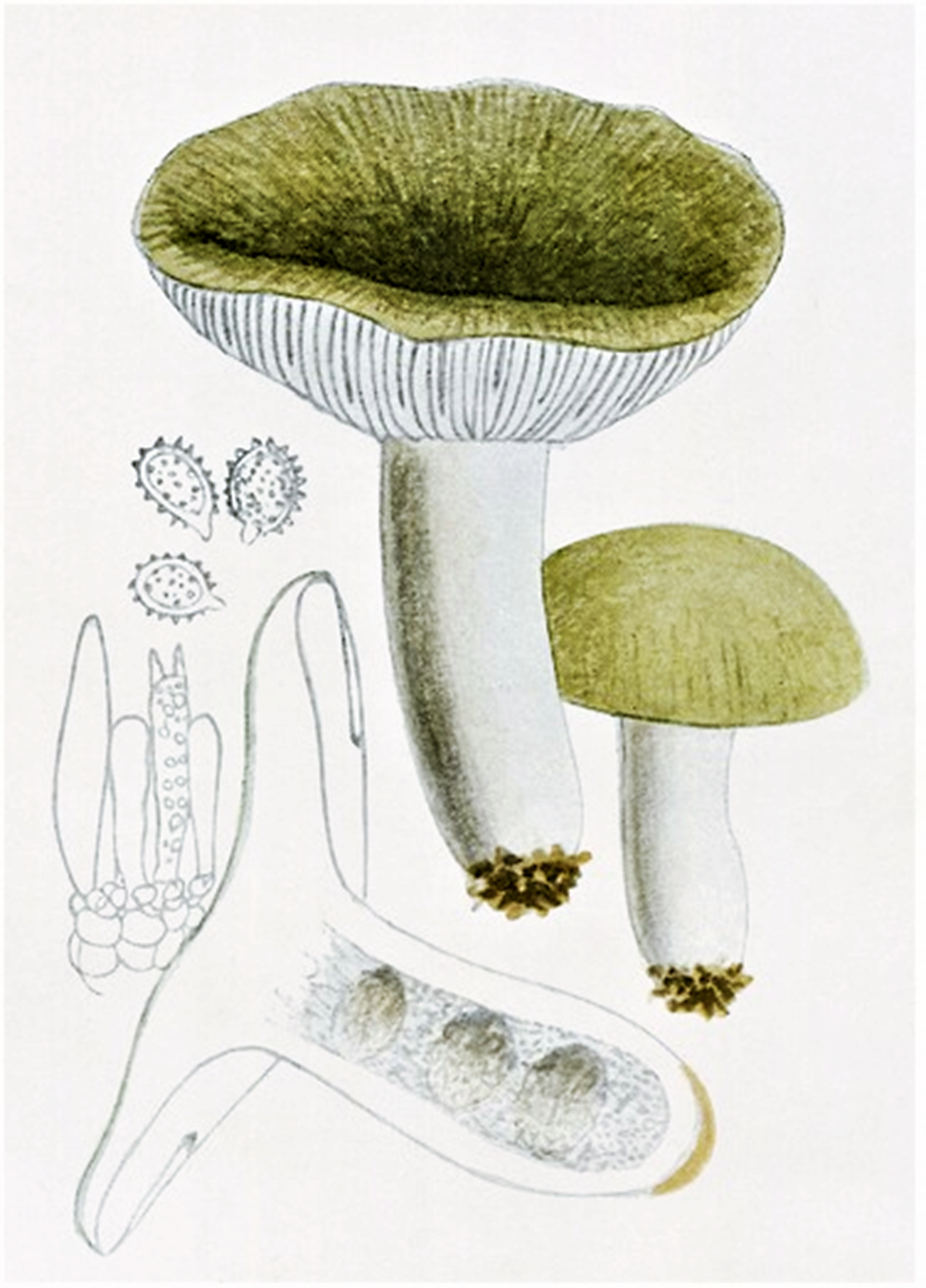
Bres.: R. heterophylla

- Pălăria: este de mărime medie pentru ciuperci plin dezvoltate cu un diametru de aproximativ 6-15 cm, cărnoasă, inițial semisferică cu marginea răsfrântă spre picior, apoi boltită, în sfârșit plată, la vârstă adâncită în centru. Cuticula, care se separă ușor de carne, este netedă, lucioasă, deseori unsuroasă. Ciuperca este cunoscută pentru variația mare în colorit: de la diferite nuanțe de verde, ocru pal până la bronz sau chiar brun-purpuriu, în mijloc deseori de culoare mai închisă la bătrânețe. Cuticule este câteodată ruptă în areole.
- Lamelele: sunt sfărâmicioase și țăndărind, foarte dense, nu largi, distinct bifurcate, aderate la picior dar în vârstă, decurente cu un desen aproape canelat. Coloritul este alb până la crem palid, mai târziu în evoluție adesea pătat ruginiu.
- Piciorul: are o înălțime de 4-8 cm și o lățime de 1,5-3 cm, este ferm, cilindric, uniform, striat longitudinal, fiind în tinerețe plin dar împăiat spre bătrânețe. Culoarea lui este mereu albă, căpătând la maturitate ocazional pete maronii la bază.
- Carnea: este compactă, de bună densitate și greutate, sfărâmicioasă, fiind albă sau de un ocru slab. Mirosul este plăcut, aproape imperceptibil și gustul savuros, dulceag, ca de nuci.
- Caracteristici microscopice: are spori mici, hialini (translucizi), rotunjori până ușor ovali, izolat verucoși, având o mărime de 5,5-7 x 4,5-5 microni. Pulberea lor este  albă.[3][4]
- Sporii: Ei sunt mici, hialini (translucizi), rotunjori până ușor ovali, izolat verucoși, având o mărime de 5,5-7 x 4,5-5 microni. Pulberea lor este  albă.
- Reactii chimice:Carnea buretelui se decolorează cu sulfat de fier într-un roz viu.[4]

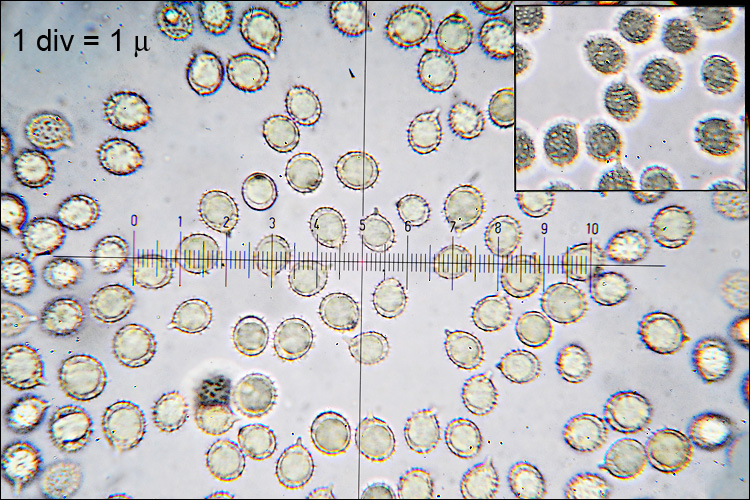
R. heterophylla, spori
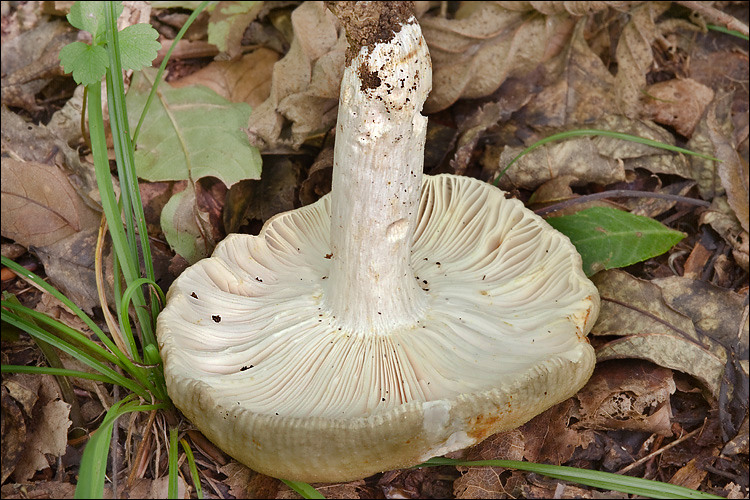
R. heterophylla lamele
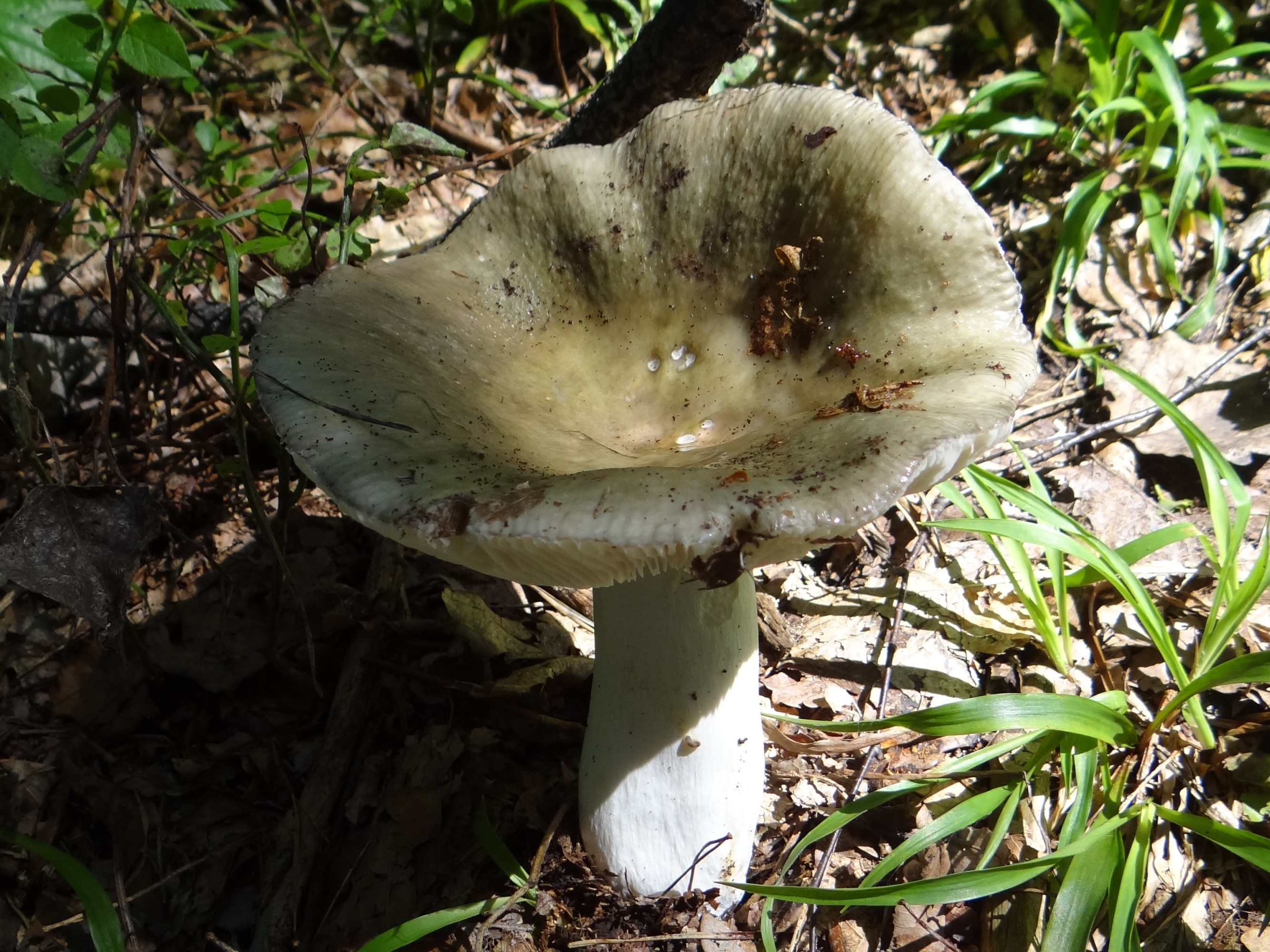
R. heterophylla, bătrână
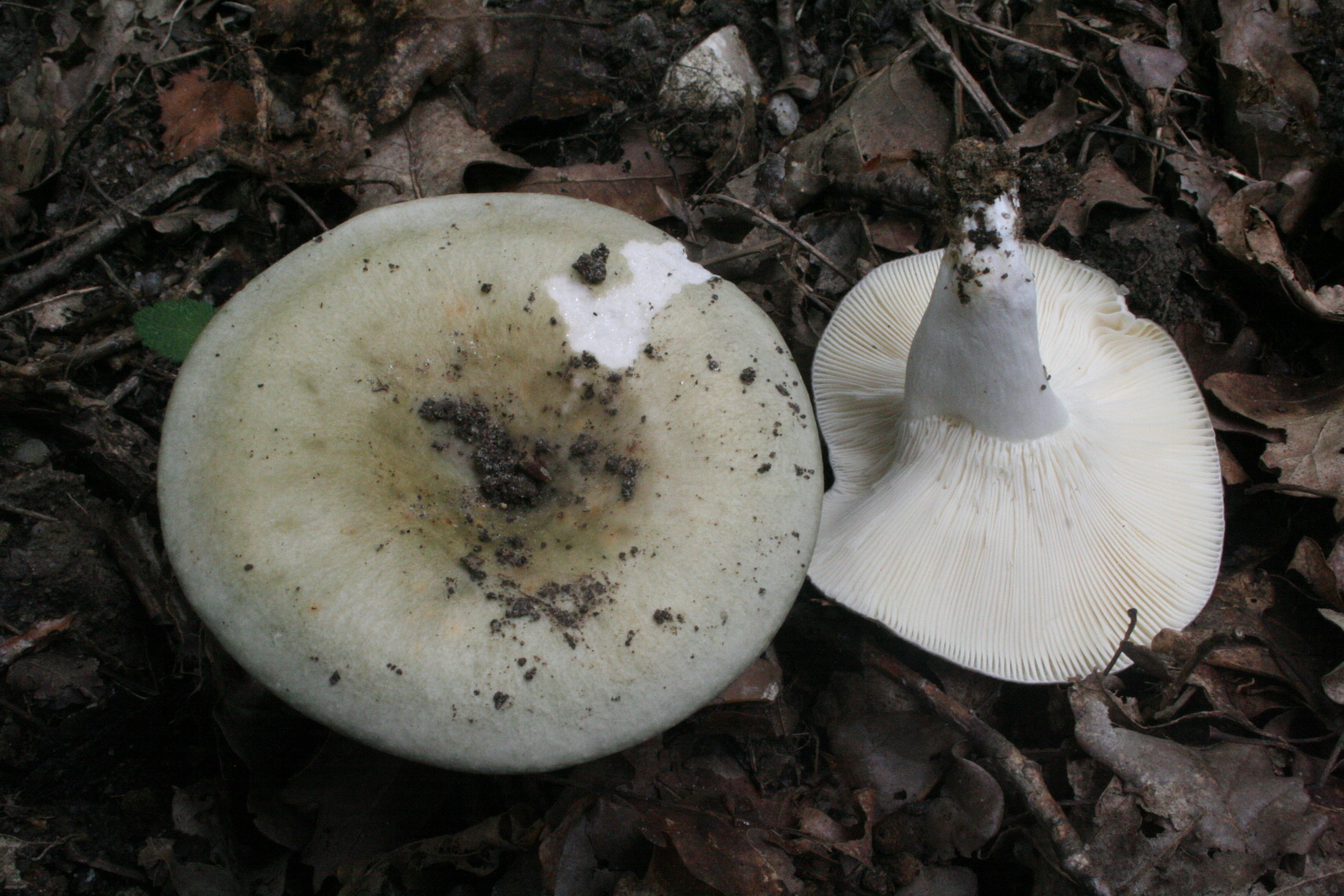
R. heterophylla mai deschisă

## Confuzii
Mare pericol înseamnă confuzia vinețiții unsuroase prin începători cu buretele mortal Amanita phalloides în tinerețe sau cu posibil fatalul Tricholoma equestre sin. Tricholoma flavovirens (lamele galbene), între timp recunoscut ca foarte periculos, pentru că poate să provoace Sindromul Paxillus asemănător al lui Paxillus involutus. În rest, ea poate fi confundată cu unele surate ale ei, cum ar fi ușor otrăvitoarea Russula.raoultii (iute precum amară) sau cucomestibilele Russula aeruginea Russula amoena, Russula amoenicolor, Russula grisea, Russula integra, Russula ionochlora, Russula nauseosa, Russula nigricans, Russula olivacea, Russula parazurea, Russula puellaris, Russula stenotricha, Russula versicolor (destul de iute, în primul rând lamelele tinere),  Russula violeipes  sau Russula virescens.

## Specii asemănătoare

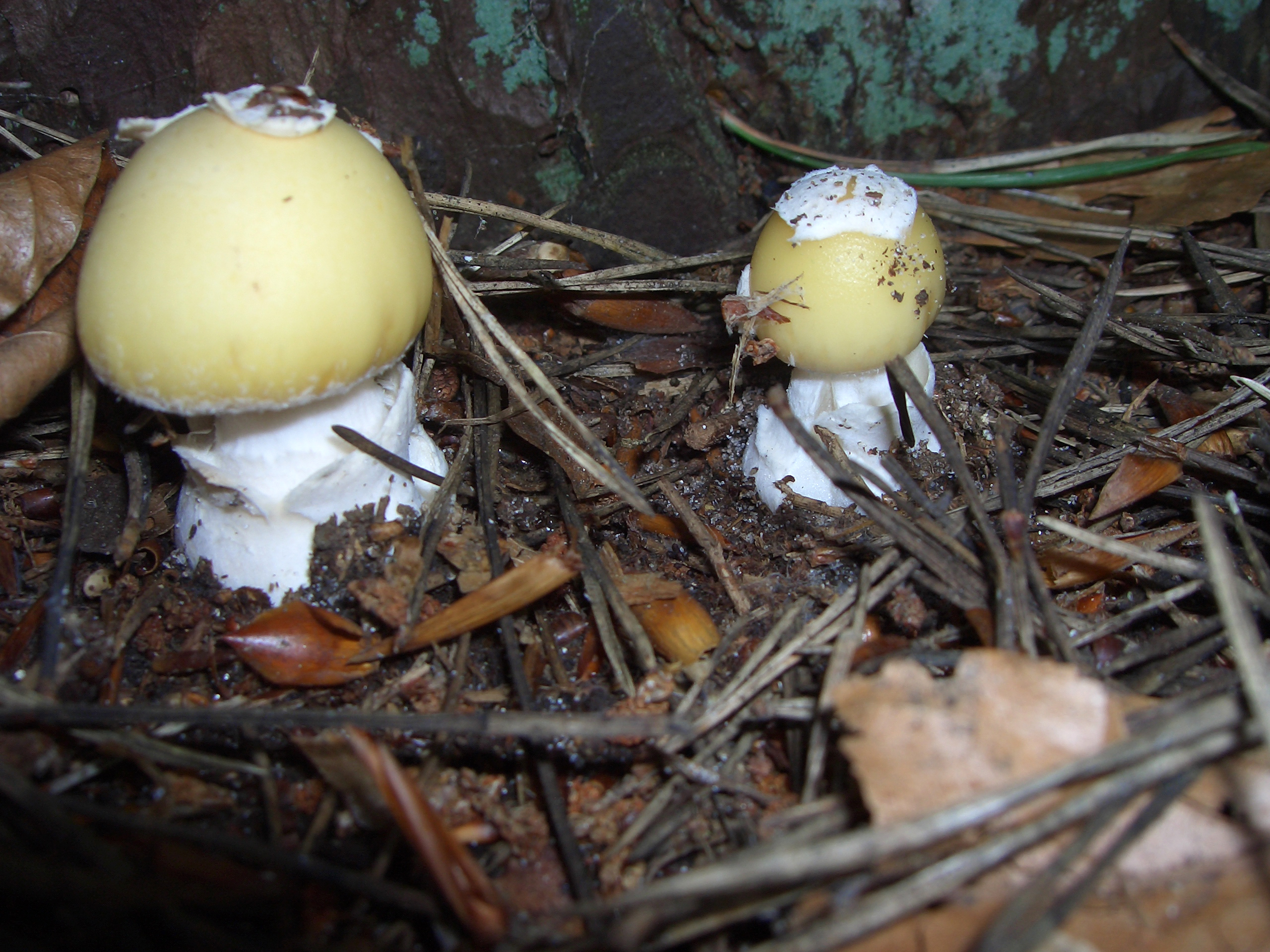
!!!Amanita-phalloides!!!
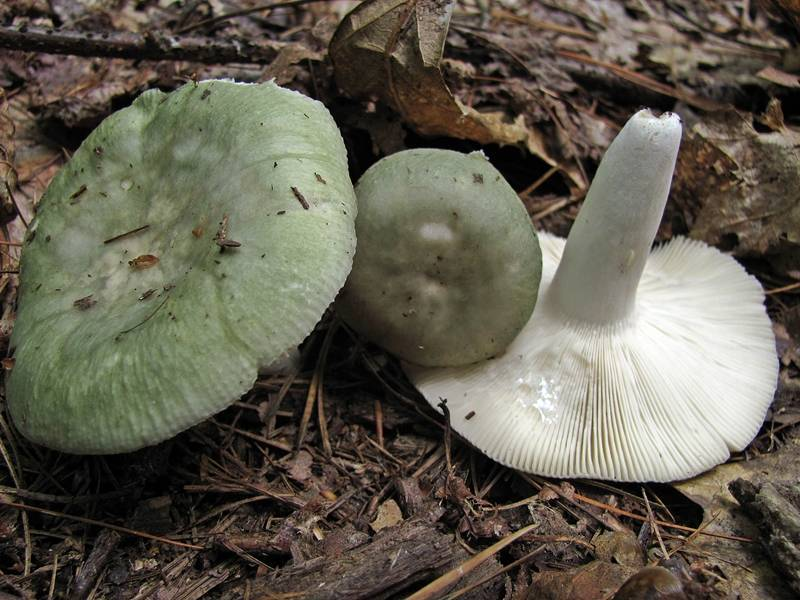
Russula aeruginea
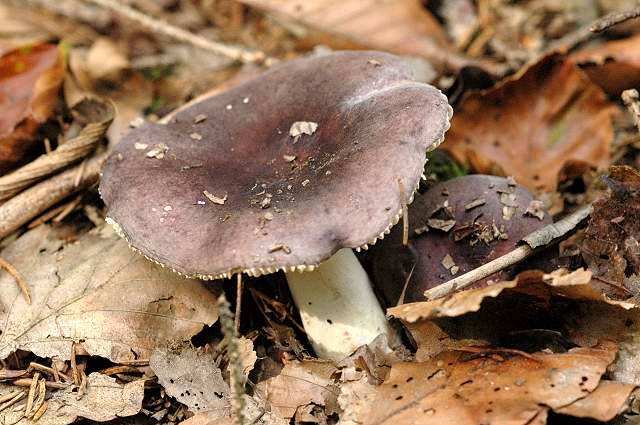
Russula.amoena
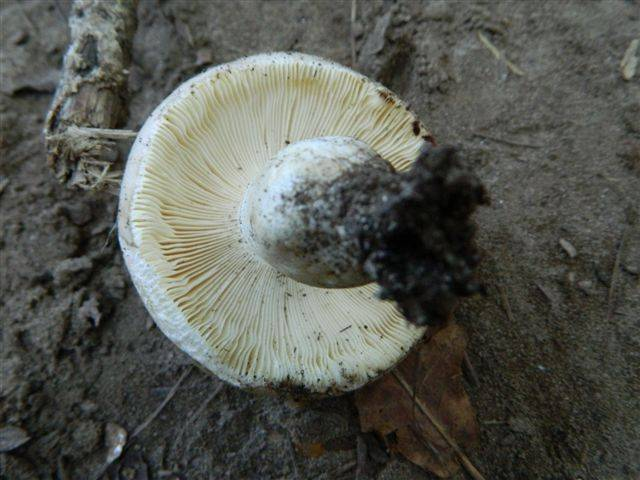
Russula anatina
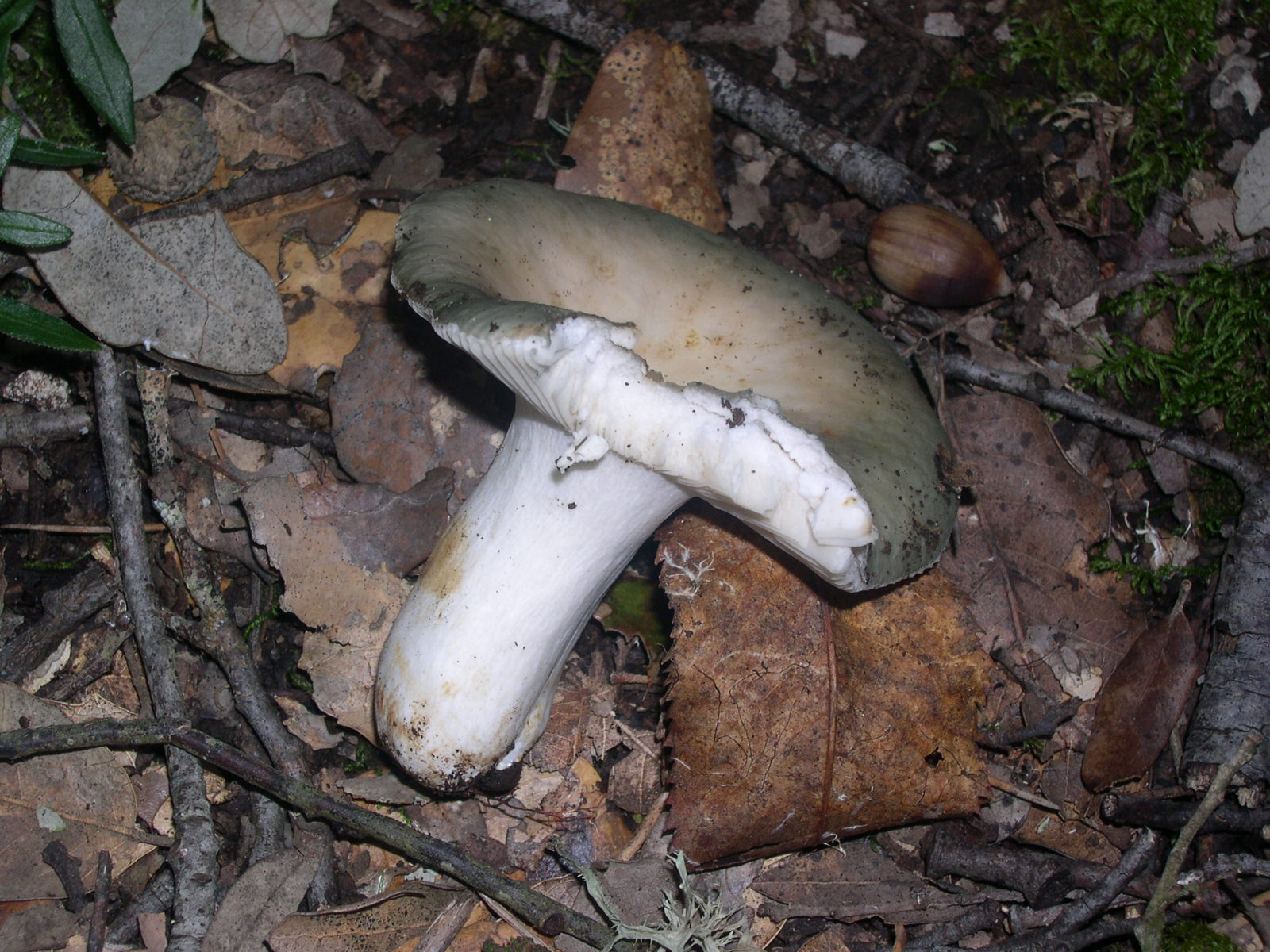
Russula grisea
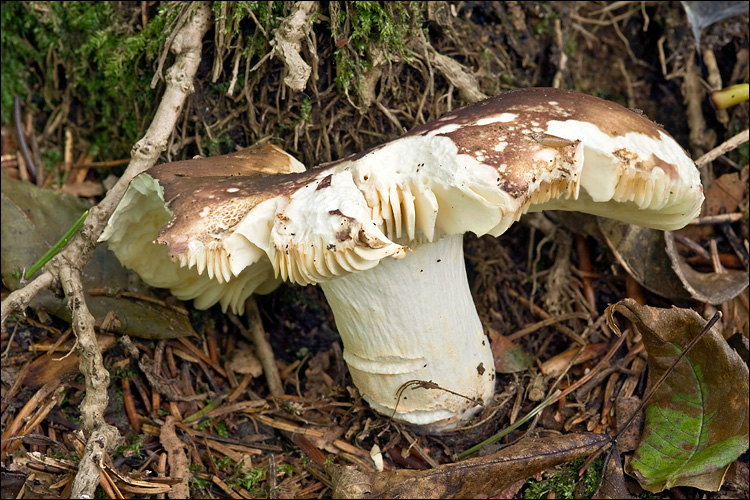
Russula integra
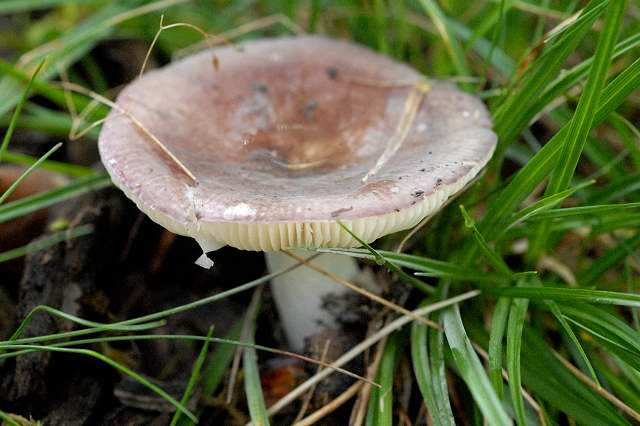
Russula.ionochlora
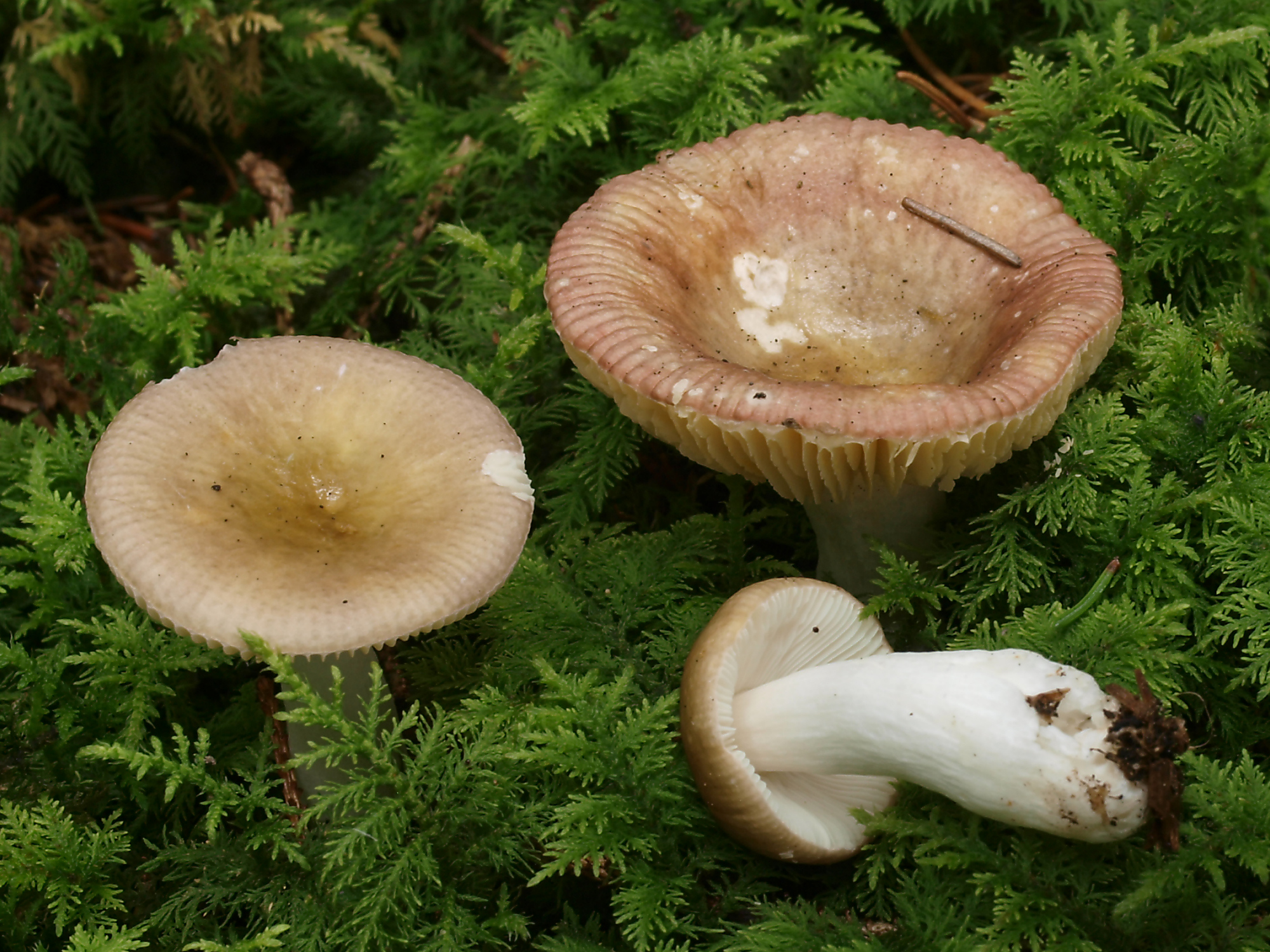
Russula nauseosa
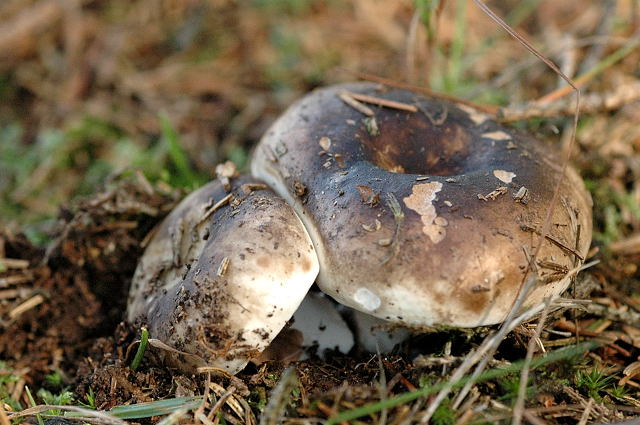
Russula.nigricans

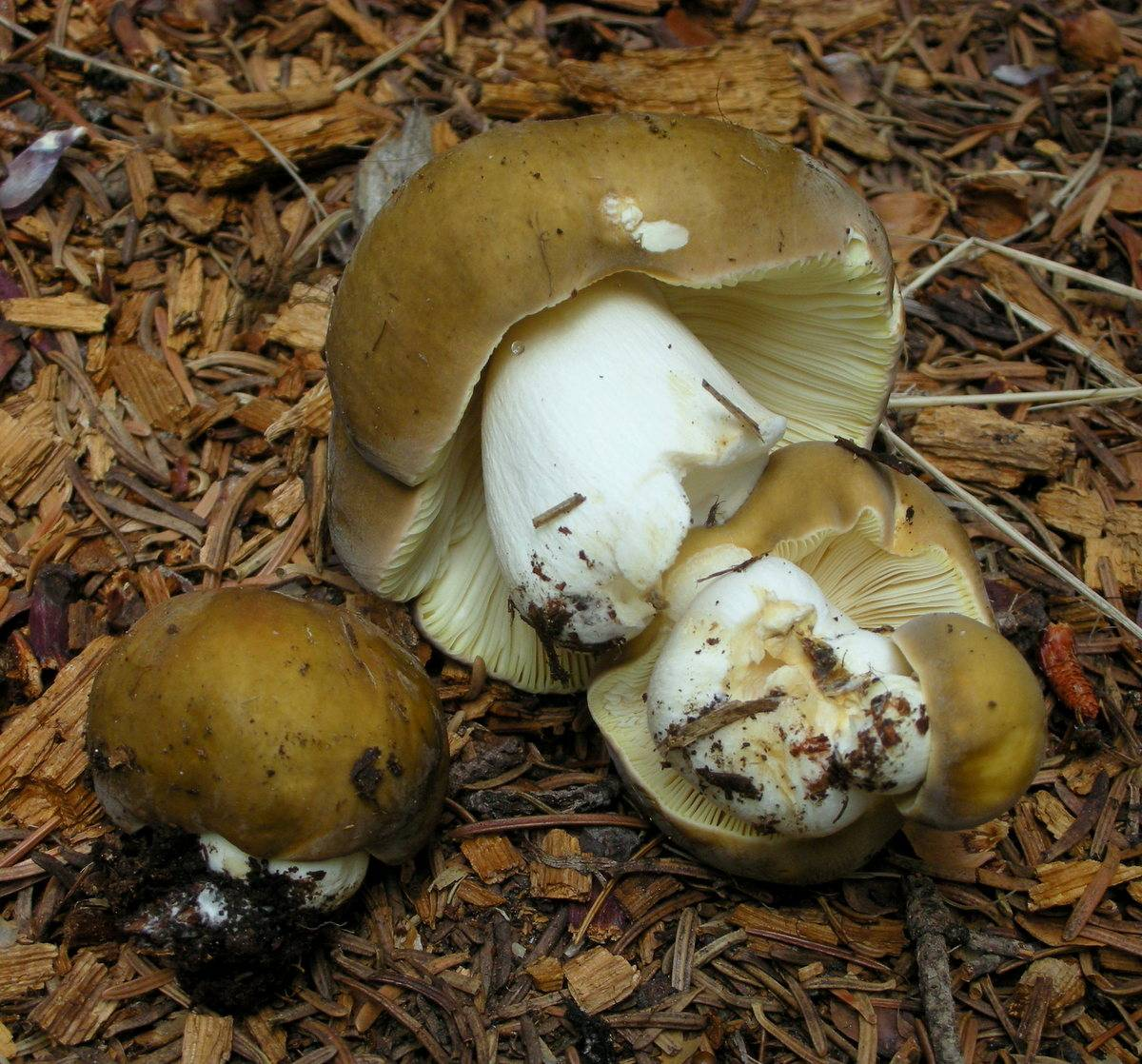
Russula olivacea
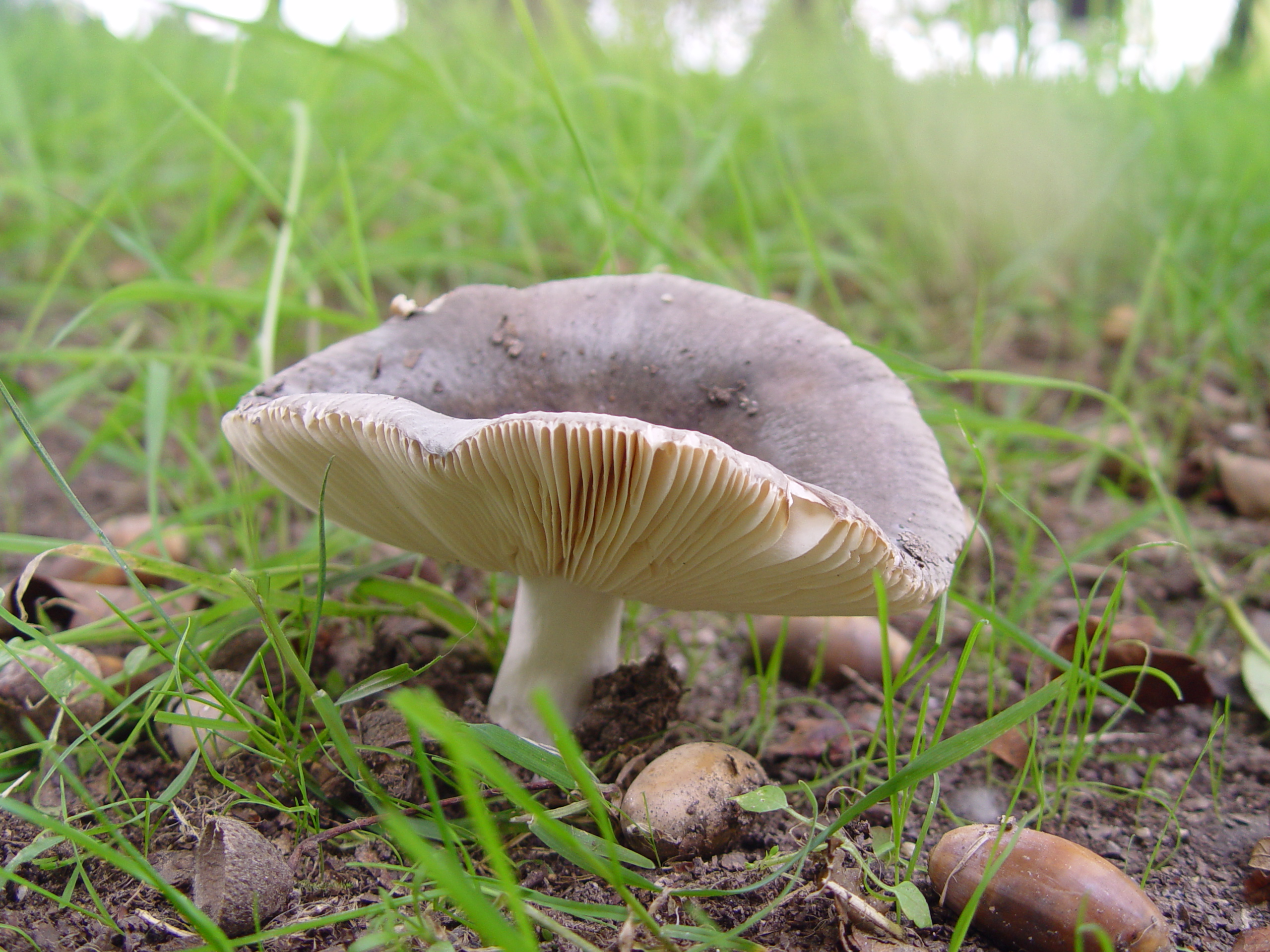
Russula parazurea
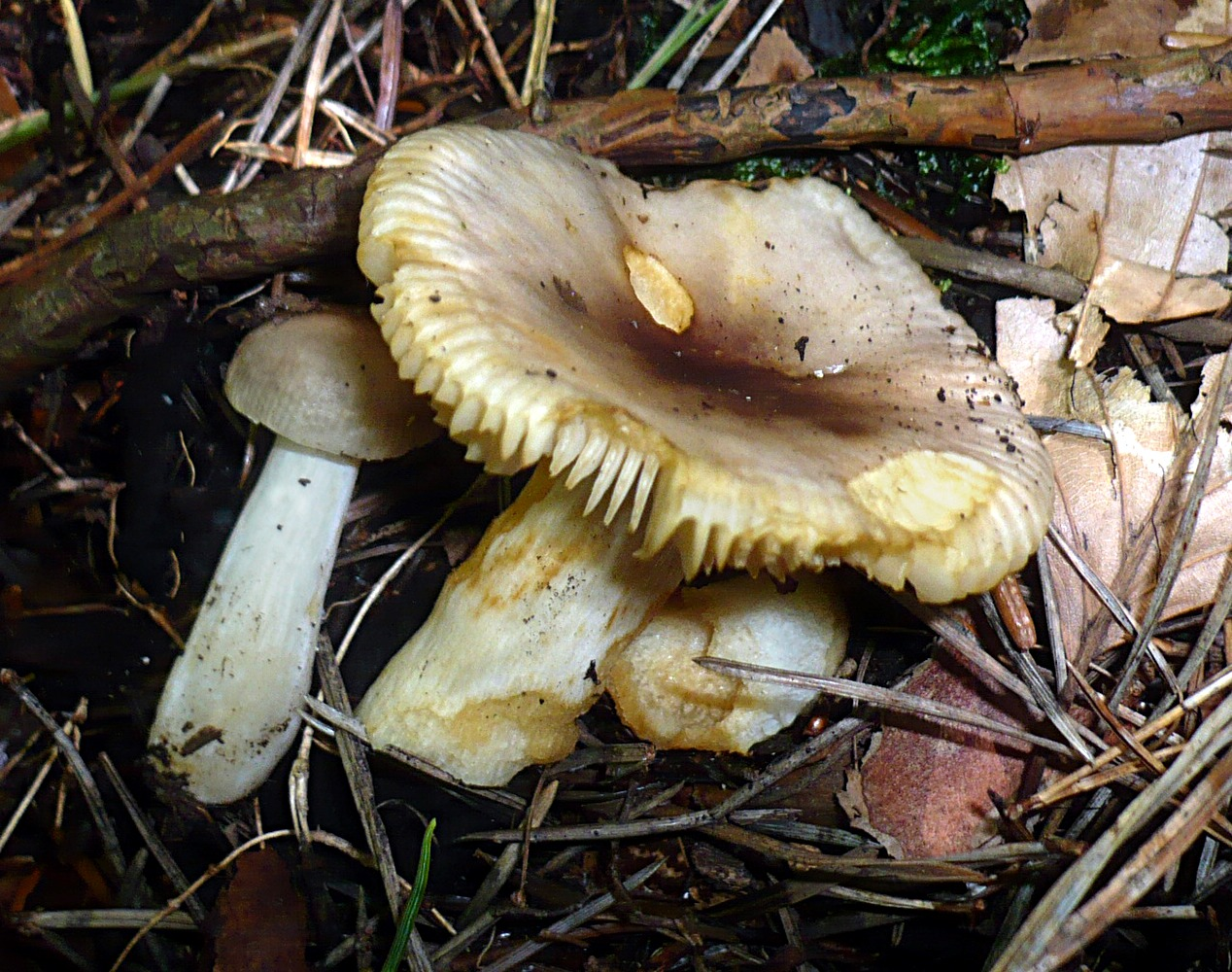
Russula puellaris
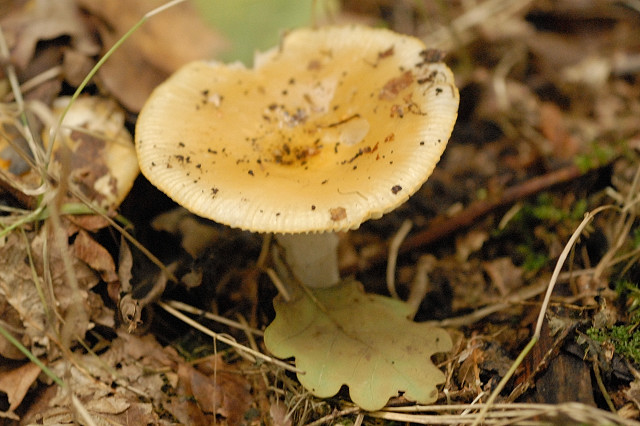
!!Russula.raoultii!!
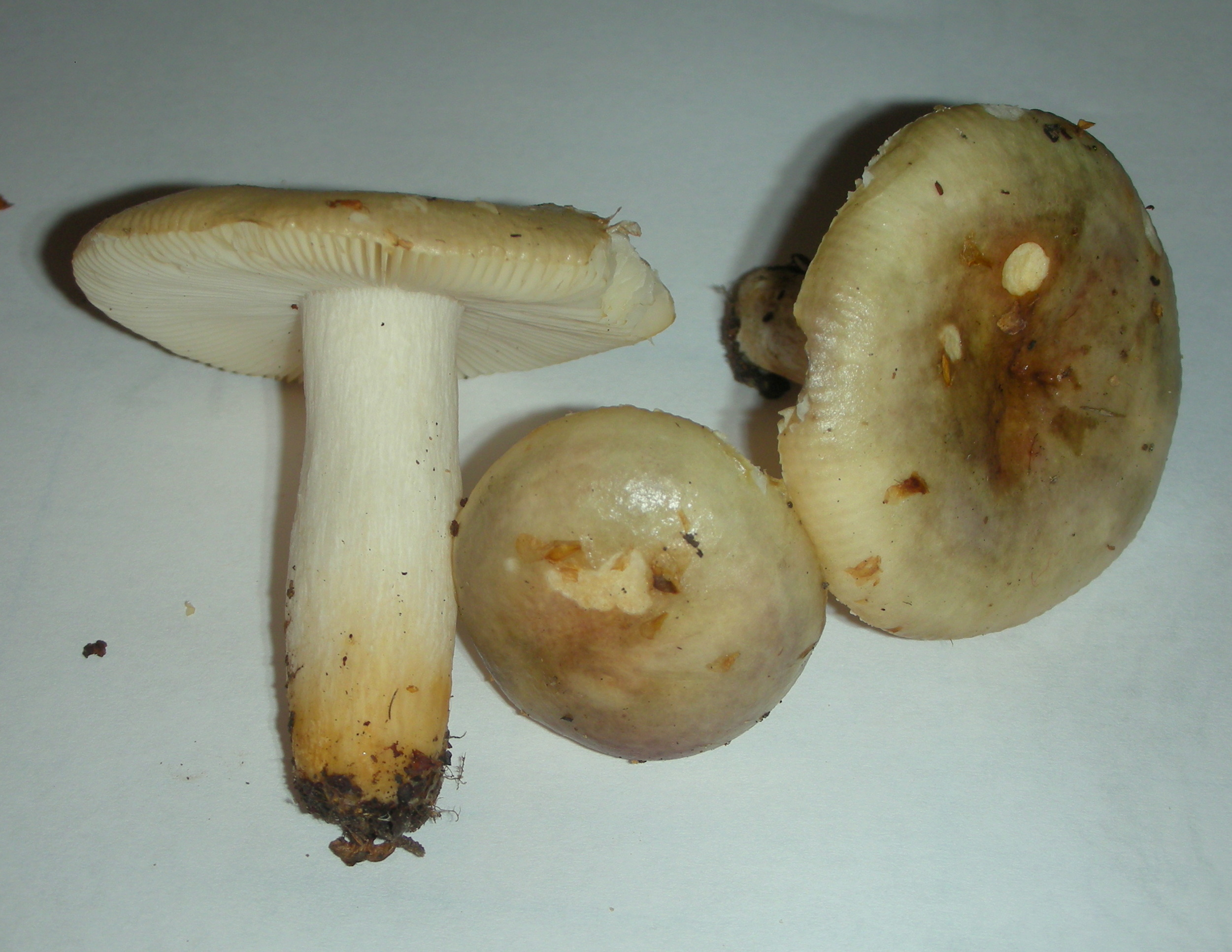
!Russula versicolor!
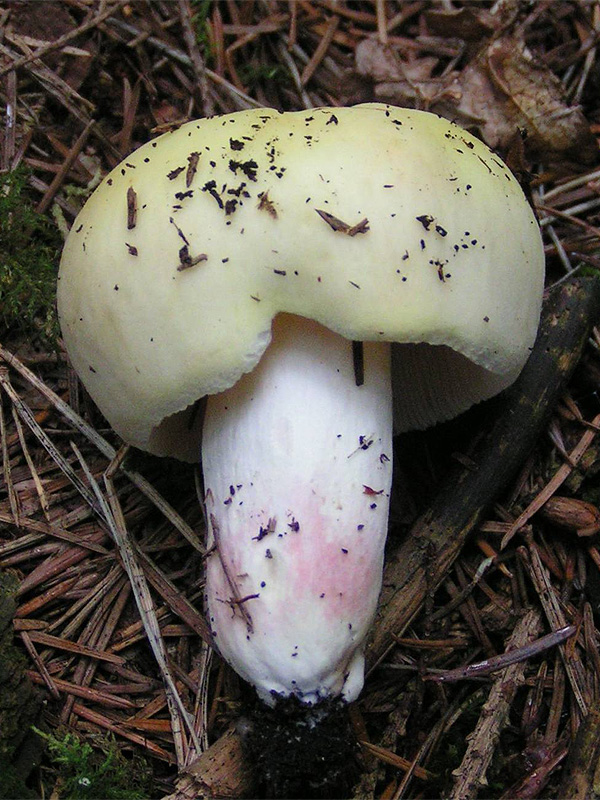
Russula violeipes
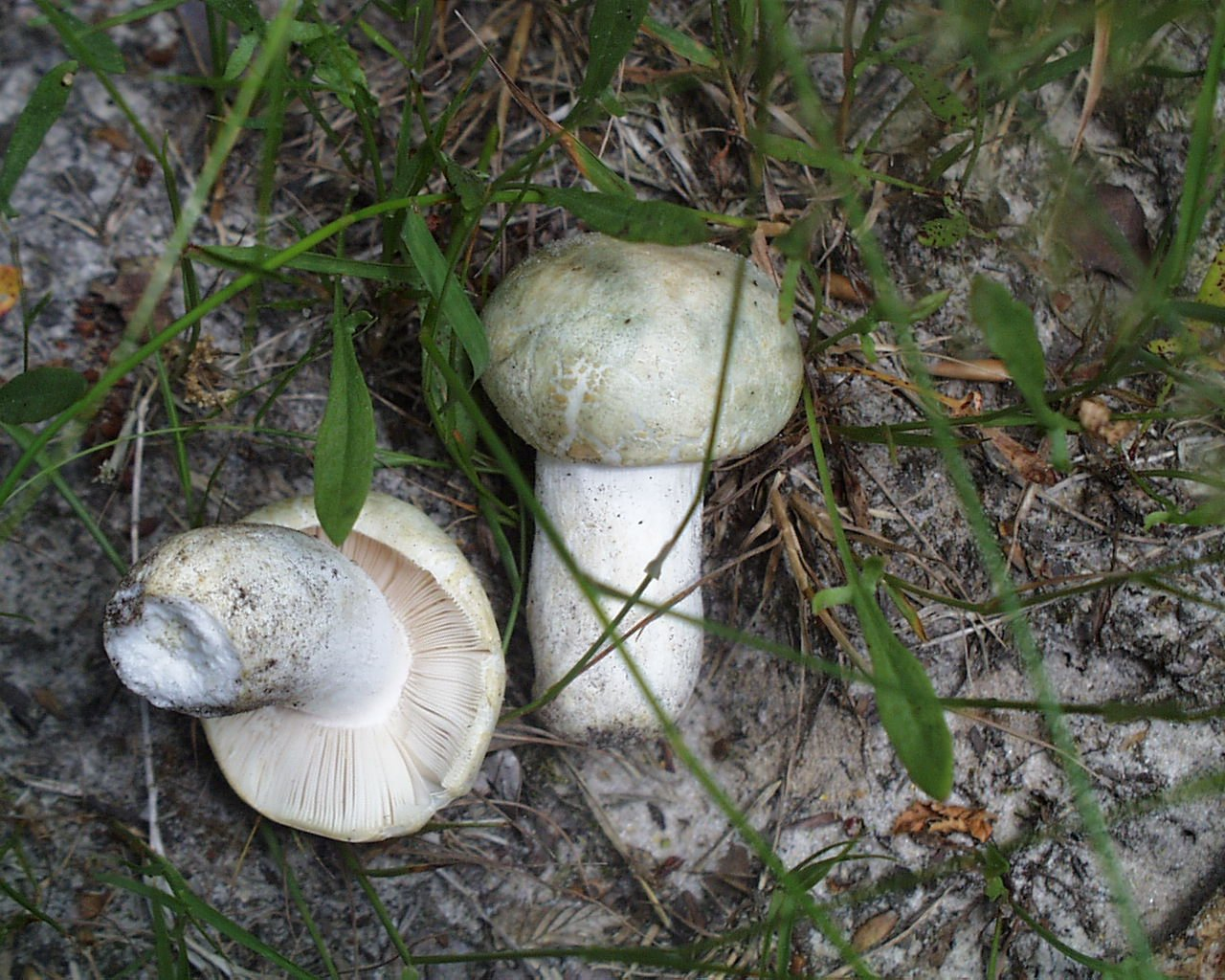
Russula virescens
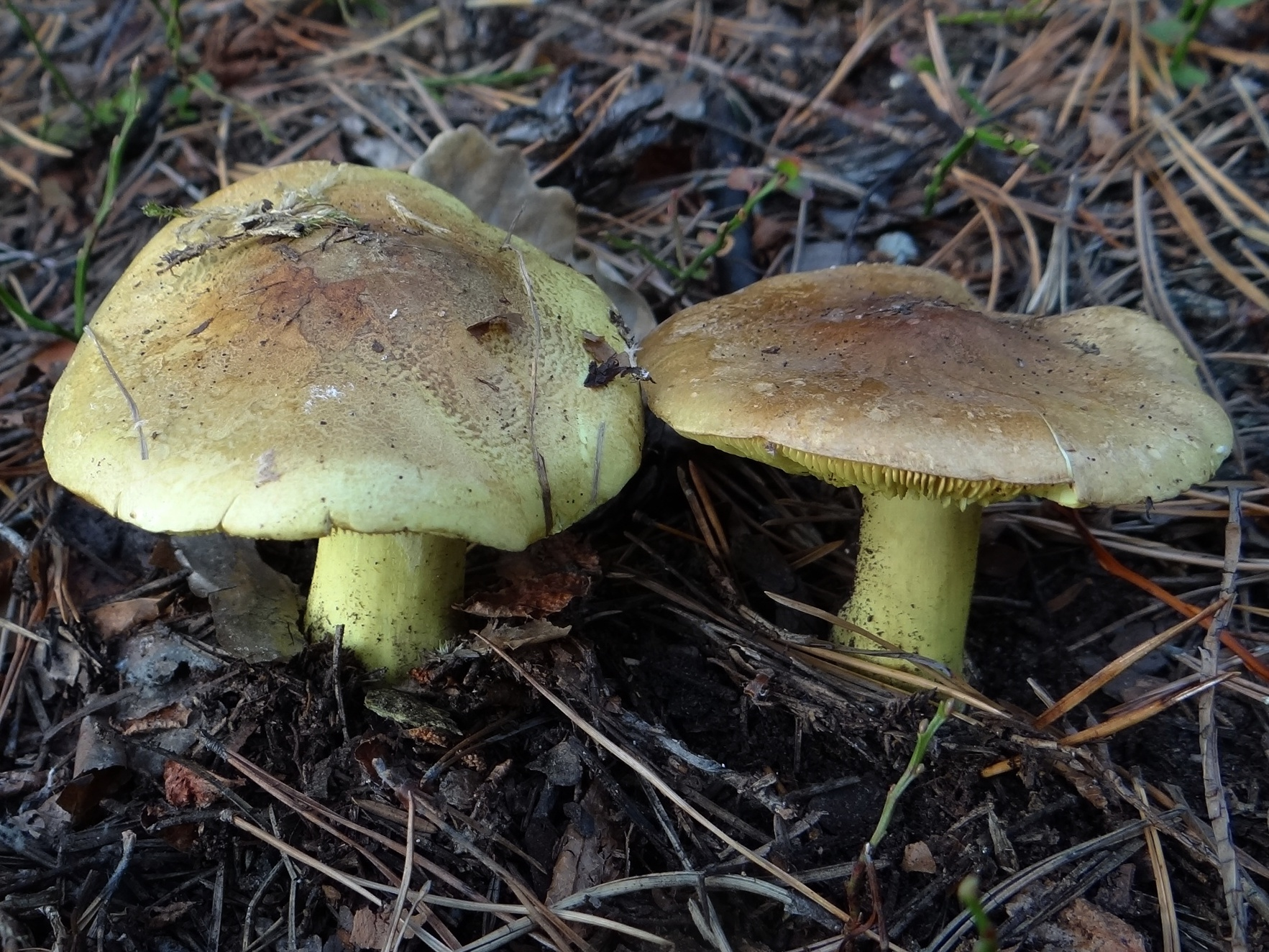
!!!Tricholoma equestre!!!

## Valorificare
Această vinețică este, datorită cărnii dense și compacte precum gustului savuros, o ciupercă mult căutată și apreciată în bucătărie. Ea poate fi mâncată cel mai bine tânără (fără cuticulă), tăiată fin și crudă, într-o salată cu maioneză, hrean, verdețuri sau cu hrean și frișcă precum pe mod ardelean, friptă, cu cepe, boia ardei, smântână și pătrunjel tocat. Oița poate fi pregătită de asemenea la grătar cu  de exemplu unt „à la maître d'hôtel”, dar de asemenea  numai tăiată în felii groase și unsă cu ulei. Ciuperca se poate usca sau conserva în oțet sau ulei.